# 水屋の富
『水屋の富』（みずやのとみ）は古典落語の演目の一つ。原話は、文政10年(1813年)に刊行された笑話本『百成瓢』の一遍である「富の札」。また、ハイライトである水屋がノイローゼになる件は安永3年(1774年)刊行の笑話本『仕形噺』の一遍である「ぬす人」から来ている。
主な演者には、3代目柳家小さん、5代目柳家小さんや5代目古今亭志ん生、10代目金原亭馬生、3代目古今亭志ん朝などがいる。

## あらすじ
主人公の親八は玉川上水や神田上水あたりから汲まれた水を本所や深川などの低湿地帯に住む人たちに売り歩く水屋。まとまった金がほしいと思っていたが、たまたま買った富くじ(宝くじ)が当たって八百両という大金を手にする。
大喜びで家に帰ってきた親八だが、大金の隠し場所に困る。あれこれ考えた挙句、畳を上げて根太板をはがし、そこに通っている丸太に五寸釘を打ち込んでそこに金包みを引っかけて隠すことにする。
しかし、商売に出ても金のことが気になって仕事もはかどらず、夜は強盗に襲われて金を奪われる夢ばかり見てしまい、一時も気が休まらない。
一方、隣に住んでいるヤクザは水屋が毎朝竿を縁の下に突っ込み、帰るとまた同じことをするのに気がついて不審に思い、何かあるなと留守中に忍び込んで根太板をはがすと大金が隠されているので、これを残らず盗んで逃げ出す。
水屋が仕事から帰って来ていつものように竹竿(たけざお)で縁の下をかき回すと手ごたえがない。根太をはがして金が盗まれていたことに気づく。「俺の金が…、今晩からゆっくり寝られるな」。